# 21 януари
21 януари е 21-вият ден в годината според григорианския календар. Остават 344 дни до края на годината (345 през високосна година).

## Събития
- 1506 г. – По нареждане на папа Юлий II е образувана армията на Ватикана – Швейцарската гвардия.
- 1542 г. – Английският парламент осъжда на смърт за държавна измяна съпругата на крал Хенри VIII – Катрин Хауърд, която по-късно е екзекутирана.
- 1698 г. – Царят на Русия Петър I пристига в Лондон, за да премине тримесечен теоретичен курс по корабостроене.
- 1763 г. – Императрица Екатерина II одобрява план за създаване на Дом за сираци и подхвърлени деца.
- 1793 г. – Френската революция: След като е намерен за виновен в държавна измяна от Конвента, френският крал Луи XVI е гилотиниран пред възторжена тълпа в Париж.
- 1872 г. – По заповед на Високата порта трима български владици – Панарет Пловдивски, Иларион Ловчански и Иларион Макариополски са заточени в Измит.
- 1880 г. – В Княжество България се учредява Статистическо отделение към Министерството на правосъдието.
- 1890 г. – Разкрит е заговор на майор Коста Паница за убийство на княз Фердинанд I и премиера Стефан Стамболов, за което Паница е осъден на смърт и разстрелян.
- 1901 г. – Кралица Виктория умира на 81 години, след 63 години на престола на Великобритания. Наследена е от Едуард VII, който е първи от династията Сакс-Кобург-Гота (по-късно преименувала се на Уиндзорска).
- 1911 г. – Американският лекар Франсис Раус изолира първия онкогенен вирус, който причинява саркома по кокошките.
- 1926 г. – В Ленинград са отворени гробовете на руските царе, скъпоценностите им са взети и предадени на държавата.
- 1942 г. – Втората световна война: Германските войски започват настъпление в Северна Африка.
- 1942 г. – Георги Исерсон е осъден от Военния трибунал на Приволжкия военен окръг на 10 и допълнително 5 години в трудововъзпитателен лагер.
- 1944 г. – Втората световна война: Австралия и Нова Зеландия подписват пакт за съвместни отбранителни действия.
- 1945 г. – Стефан е избран за екзарх на Българската православна църква след като Българската екзархия е без екзарх от 1915 г.
- 1948 г. – В Народна република България е основано „Дружество за ООН“ с председател академик Георги Наджаков.
- 1954 г. – В САЩ е пусната първата атомна подводница „Наутилус“.
- 1960 г. – Самолетът при полет 671 на „Авианка“ се разбива при кацане в  Монтего Бей, Ямайка и убива 37 от общо 46 пътници и екипаж на борда на машината.
- 1965 г. – В Техеран е убит министър-председателят на Иран Хасан Али Мансур.
- 1966 г. – Джордж Харисън от групата Бийтълс сключва брак с фотомодела Пати Бойд.
- 1968 г. – Виетнамска война: Започва главната атака в битката при Ке Сан.
- 1968 г. – Бомбардировач B-52 с четири водородни бомби се разбива близо до Военновъздушната база Туле в Гренландия и големи количества плутоний изтичат върху леда.
- 1976 г. – Осъществен е първият редовен полет на свръхзвуковия пътнически самолет Конкорд.
- 1977 г. – В Италия официално са разрешени абортите.
- 1985 г. – Полет 203 на „Галакси Еърлайнс“ се разбива близо домеждународното летище „Рино – Тахо“, Рино, Невада и убива 70 души.
- 2001 г. – Пол Маккартни става първият музикант, чието състояние надминава един милиард долара.
- 2005 г. – В Белмопан, столицата на Белиз, вълненията поради увеличаването на данъците прерастват в бунт.

## Родени
- 1338 г. – Шарл V, крал на Франция († 1380 г.)
- 1763 г. – Огюстен Робеспиер, френски революционен деец († 1794 г.)
- 1775 г. – Мануел Гарсия (баща), испански оперен певец, композитор и педагог († 1832 г.)
- 1823 г. – Имре Мадач, унгарски писател († 1864 г.)
- 1824 г. – Томас Стоунуол Джаксън, генерал от Армията на Конфедерацията († 1863 г.)
- 1841 г. – Едуар Шуре, френски писател († 1929 г.)
- 1850 г. – Иван Мушкетов, руски изследовател († 1902 г.)
- 1874 г. – Иван Групчев, български революционер († 1963 г.)
- 1874 г. – Рене-Луи Бер, френски математик († 1932 г.)
- 1885 г. – Михаил Фрунзе, съветски политически лидер († 1925 г.)
- 1889 г. – Питирим Сорокин, американски социолог († 1968 г.)
- 1905 г. – Кристиан Диор, френски дизайнер († 1957 г.)
- 1903 г. – Вълко Гочев, български политик († 1978 г.)
- 1909 г. – Тодор Скаловски, композитор от Република Македония († 2004 г.)
- 1912 г. – Конрад Блох, американски биохимик, Нобелов лауреат през 1964 г. († 2000 г.)
- 1915 г. – Андрей Малчев, български шахматист († 1994 г.)
- 1920 г. – Ерол Бароу, министър-председател на Барбадос († 1987 г.)
- 1922 г. – Пол Скофийлд, британски актьор († 2008 г.)
- 1924 г. – Бени Хил, британски актьор († 1992 г.)
- 1924 г. – Катя Попова, българска актриса († 1966 г.)
- 1929 г. – Васил Попилиев, български актьор († 2002 г.)
- 1941 г. – Георги Костов, български композитор и политик († 2024 г.)
- 1941 г. – Пласидо Доминго, испански певец
- 1944 г. – Румен Антонов, български изобретател
- 1950 г. – Джоузеф Танър, американски астронавт
- 1953 г. – Пол Алън, американски предприемач († 2018 г.)
- 1954 г. – Камелия Тодорова, българска певица
- 1954 г. – Христина Христова, български политик
- 1956 г. – Джина Дейвис, американска актриса
- 1962 г. – Елжана Попова, българска актриса
- 1962 г. – Мари Трентинян, френска актриса († 2003 г.)
- 1964 г. – Маргарита Моллова, българска акробатка
- 1967 г. – Арташес Минасян, арменски шахматист
- 1970 г. – Ален Бокшич, хърватски футболист
- 1970 г. – Кен Люнг, американски артист
- 1971 г. – Алан МакМанъс, шотландски играч на снукър
- 1972 г. – Катрин Сиачоке, колумбийска киноактриса
- 1974 г. – Малена Алтерио, испанска актриса
- 1975 г. – Оливер Дулич, сръбски политик
- 1977 г. – Фил Невил, английски футболист
- 1983 г. – Милчо Танев, български футболист
- 1988 г. – Стоян Илиев, български борец
- 1989 г. – Даниел Димов, български футболист

## Починали
- 1118 г. – Паскалий II, римски папа (* ?)
- 1330 г. – Жана Бургундска, кралица на Франция (* ок. 1291 г.)
- 1638 г. – Игнацио Донати, италиански композитор (* 1570 г.)
- 1774 г. – Мустафа III, султан на Османската империя (* 1717 г.)
- 1775 г. – Емелян Пугачов, руски въстаник (* 1740 г. или 1742)
- 1789 г. – Пол-Анри Дитрих Холбах, френски писател (* 1723 г.)
- 1793 г. – Луи XVI, крал на Франция (екзекутиран) (* 1754 г.)
- 1831 г. – Ахим фон Арним, германски поет (* 1781 г.)
- 1851 г. – Алберт Лорцинг, германски композитор (* 1801 г.)
- 1870 г. – Александър Херцен, руски писател (* 1812 г.)
- 1872 г. – Франц Грилпарцер, австрийски поет и драматург (* 1791 г.)
- 1877 г. – Александър Брюлов, руски архитект и художник (* 1798 г.)
- 1879 г. – Любен Каравелов, български писател (* 1834 г.)
- 1914 г. – Димитър Моллов, български политик (* 1846 г.)
- 1923 г. – Иван Хаджиенов, български предприемач (* 1843 г.)
- 1924 г. – Владимир Ленин, руски революционер (* 1870 г.)
- 1924 г. – Димитър Караджов, български композитор (* 1885 г.)
- 1926 г. – Камило Голджи, италиански психиатър, Нобелов лауреат през 1906 г. (* 1843 г.)
- 1927 г. – Митрофан Пятницки, руски музикант (* 1864 г.)
- 1930 г. – Иван Стоянов, български революционер (* 1887 г.)
- 1939 г. – Йонко Вапцаров, български революционер (* 1860 г.)
- 1950 г. – Джордж Оруел, британски писател (* 1903 г.)
- 1957 г. – Кай Нилсен, датски илюстратор (* 1886 г.)
- 1959 г. – Сесил Демил, американски режисьор (* 1881 г.)
- 1961 г. – Блез Сандрар, швейцарски писател и поет (* 1887 г.)
- 1967 г. – Ан Шеридън, американска актриса (* 1915 г.)
- 1975 г. – Минко Балкански, български оператор (* 1894 г.)
- 1982 г. – Георги Железаров, български художник (* 1897 г.)
- 1984 г. – Алан Маршал, австралийски писател (* 1902 г.)
- 1993 г. – Феличе Борел, италиански футболист и треньор (* 1914 г.)
- 2004 г. – Йордан Радичков, български писател (* 1929 г.)
- 2006 г. – Ибрахим Ругова, президент на Косово (* 1944 г.)
- 2007 г. – Мария Чионкан, румънска лекоатлетка (* 1977 г.)
- 2012 г. – Ирена Яроцка, полска певица (* 1946 г.)
- 2014 г. – Георги Славков, български футболист (* 1958 г.)
- 2024 г. – Петър Петров, български историк (* 1924 г.)

## Празници
- Международен ден на прегръдката (отбелязва се от 1986 г.)
- Православна църква - Св. Максим Изповедник
- Барбадос – Ден на Ерол Бароу (барбадоски политик, първи премиер, национален герой)
- България – Ден на родилната помощ (Отбелязва се официално от 1951 г. на Бабинден)
- Полша – Ден на бабата
- Съединени американски щати –  Ден на Мартин Лутер Кинг
- България – Бабинден (стар стил)